# Terra Santa
Terra Santa este un oraș în Pará (PA), Brazilia.